# 18579 Duongtuyenvu
18579 Duongtuyenvu (1997 XY6) là một tiểu hành tinh vành đai chính được phát hiện ngày 5 tháng 12 năm 1997 bởi Khảo sát tiểu hành tinh OCA-DLR ở Caussols.